# KSHMR/Diskografie
Diese Diskografie ist eine Übersicht über die musikalischen Werke des US-amerikanischen Musikers Niles Hollowell-Dhar. Enthalten sind neben seinen eigenen Singles, auch Produktions- und Songwriting-Beteiligungen sowohl unter bürgerlichen Namen, als auch unter dem Pseudonym KSHMR (seit 2014). Er war außerdem Teil des Produzenten-Duos The Cataracs. Hollowell-Dhar betreibt Ghostproduktion, was Grund dafür ist, dass die Mitwirkung des Musikers oftmals nicht genannt wird. Seine erfolgreichsten Veröffentlichungen sind unter dem Pseudonym „The Cataracs“ die Singles Like a G6 und Hey Now sowie als „KSHMR“ die Titel Burn und Secrets. Als Produzent feierte er insbesondere mit den Liedern Sweat, Other Side of Love und Tsunami weltweiten Erfolg.

## Alben

### Studioalben
| Jahr | Titel Musiklabel                     | Anmerkungen                                   |
| ---- | ------------------------------------ | --------------------------------------------- |
| 2021 | Harmonica Andromeda Spinnin’ Records | Erstveröffentlichung: 19. März 2021 als KSHMR |

### EPs
| Jahr | Titel Musiklabel                           | Anmerkungen                          |
| ---- | ------------------------------------------ | ------------------------------------ |
| 2015 | Paradesi Eigenproduktion                   | Erstveröffentlichung: 7. Juli 2015   |
| 2016 | The Lion Across The Field Spinnin’ Records | Erstveröffentlichung: 13. Mai 2016   |
| 2017 | Materia dharmaworldwide                    | Erstveröffentlichung: 4. August 2017 |

## Singles
| Jahr | Titel Album | Höchstplatzierung, Gesamtwochen, AuszeichnungChartplatzierungen (Jahr, Titel, Album, Platzierungen, Wochen, Auszeichnungen, Anmerkungen) | Höchstplatzierung, Gesamtwochen, AuszeichnungChartplatzierungen (Jahr, Titel, Album, Platzierungen, Wochen, Auszeichnungen, Anmerkungen) | Höchstplatzierung, Gesamtwochen, AuszeichnungChartplatzierungen (Jahr, Titel, Album, Platzierungen, Wochen, Auszeichnungen, Anmerkungen) | Höchstplatzierung, Gesamtwochen, AuszeichnungChartplatzierungen (Jahr, Titel, Album, Platzierungen, Wochen, Auszeichnungen, Anmerkungen) | Höchstplatzierung, Gesamtwochen, AuszeichnungChartplatzierungen (Jahr, Titel, Album, Platzierungen, Wochen, Auszeichnungen, Anmerkungen) | Anmerkungen                                                   |
| Jahr | Titel Album | DE | AT | CH | UK | US | Anmerkungen                                                   |
| ---- | ----------- | --- | --- | --- | --- | --- | ------------------------------------------------------------- |
| 2015 | Secrets –   | DE— GoldDE | AT55 (6 Wo.)AT | CH31 (6 Wo.)CH | UK— SilberUK | US— GoldUS | Erstveröffentlichung: 16. Mai 2015 Tiësto & KSHMR feat. Vassy |

Weitere Singles
| Jahr | Titel Album                                        | Anmerkungen                                                                               |
| ---- | -------------------------------------------------- | ----------------------------------------------------------------------------------------- |
| 2014 | Megalodon –                                        | Erstveröffentlichung: 10. März 2014                                                       |
| 2014 | Baila –                                            | Erstveröffentlichung: 2. April 2014 Free-Track                                            |
| 2014 | Omnislash –                                        | Erstveröffentlichung: 25. Juni 2014 Free-Track                                            |
| 2014 | No Heroes –                                        | Erstveröffentlichung: 5. September 2014 mit Firebeatz feat. Luciana                       |
| 2014 | Dogs –                                             | Erstveröffentlichung: 18. August 2014 feat. Luciana; Free-Track                           |
| 2014 | Burn –                                             | Erstveröffentlichung: 7. September 2014 mit DallasK                                       |
| 2014 | Leviathan –                                        | Erstveröffentlichung: 22. Oktober 2014 Free-Track                                         |
| 2014 | Karate –                                           | Erstveröffentlichung: 14. Dezember 2014 mit R3hab                                         |
| 2014 | Kashmir Paradesi EP                                | Erstveröffentlichung: 21. Dezember 2014 Free-Track                                        |
| 2015 | Dead Mans Hand –                                   | Erstveröffentlichung: 26. Januar 2015                                                     |
| 2015 | Clouds –                                           | Erstveröffentlichung: 15. Februar 2014 Dillon Francis feat. Becky G; Free-Track           |
| 2015 | The Spook –                                        | Erstveröffentlichung: 24. April 2015 feat. BassKillers & B3nte; Free-Track                |
| 2015 | Jammu Paradesi EP                                  | Erstveröffentlichung: 15. Juni 2015                                                       |
| 2015 | Toca Papi Gordo                                    | Erstveröffentlichung: 26. Juni 2015 mit Carnage & Timmy Trumpet                           |
| 2015 | Lazer Love –                                       | Erstveröffentlichung: 11. Juli 2015 mit Vaski feat. Francisca Hall                        |
| 2015 | Imaginate –                                        | Erstveröffentlichung: 28. Juli 2015 mit Dzeko & Torres; Free-Track                        |
| 2015 | Memories –                                         | Erstveröffentlichung: 31. August 2015 mit Bassjackers feat. Sirah                         |
| 2015 | Heaven –                                           | Erstveröffentlichung: 19. Oktober 2015 mit Shaun Frank feat. Delaney Jane                 |
| 2015 | It Follows –                                       | Erstveröffentlichung: 31. Oktober 2015 Free Track zu Halloween                            |
| 2015 | Strong –                                           | Erstveröffentlichung: 16. November 2015 mit R3hab                                         |
| 2015 | Bazaar Official Sunburn Goa 2015 Anthem            | Erstveröffentlichung: 11. Dezember 2015 mit Marnik                                        |
| 2016 | Touch The Lion Across the Field EP                 | Erstveröffentlichung: 29. Februar 2016 mit Felix Snow feat. Madi                          |
| 2016 | Wildcard The Lion Across the Field EP              | Erstveröffentlichung: 8. April 2016 feat. Sidnie Tipton                                   |
| 2016 | Dharma –                                           | Erstveröffentlichung: 27. Juni 2016 mit Headhunterz                                       |
| 2016 | Invisible Children –                               | Erstveröffentlichung: 5. September 2016 mit Tigerlily                                     |
| 2016 | Voices –                                           | Erstveröffentlichung: 26. September 2016 mit Will Sparks; Free-Download                   |
| 2016 | Extreme –                                          | Erstveröffentlichung: 24. Oktober 2016 mit Bassjackers feat. Sidnie Tipton                |
| 2016 | Mandala Official Sunburn Goa 2016 Anthem           | Erstveröffentlichung: 26. Dezember 2016 mit Marnik feat. Mitika                           |
| 2017 | Back to Me –                                       | Erstveröffentlichung: 17. März 2017 mit Crossnaders feat. Micky Blue                      |
| 2017 | Harder ClubLife, Vol. 5 – China                    | Erstveröffentlichung: 16. Juni 2017 mit Tiësto feat. Talay Riley                          |
| 2017 | Festival of Lights Materia EP                      | Erstveröffentlichung: 21. Juli 2017 mit Maurice West                                      |
| 2017 | Kolkata Materia EP                                 | Erstveröffentlichung: 4. August 2017 mit JDG & Mariana BO                                 |
| 2017 | The Serpent Materia EP                             | Erstveröffentlichung: 4. August 2017 mit Snails                                           |
| 2017 | Divination Materia EP                              | Erstveröffentlichung: 4. August 2017 mit No Mondays                                       |
| 2017 | Power Hardwell presents Revealed Vol. 8            | Erstveröffentlichung: 22. September 2017 mit Hardwell                                     |
| 2017 | Underwater –                                       | Erstveröffentlichung: 13. Oktober 2017 feat. Sonu Nigam                                   |
| 2017 | Islands –                                          | Erstveröffentlichung: 1. Dezember 2017 mit R3hab                                          |
| 2017 | Shiva Official Sunburn Goa 2017 Anthem             | Erstveröffentlichung: 29. Dezember 2017 mit Marnik feat. The Golden Army                  |
| 2018 | Doonka –                                           | Erstveröffentlichung: 18. Mai 2018 mit Mr. Black                                          |
| 2018 | Carry Me Home –                                    | Erstveröffentlichung: 15. Juni 2018 feat. Jake Reese                                      |
| 2018 | Opa Tommorowland EP 2018                           | Erstveröffentlichung: 22. Juli 2018 vs. Dimitri Vegas & Like Mike                         |
| 2018 | Neverland –                                        | Erstveröffentlichung: 3. August 2018 mit 7 Skies                                          |
| 2018 | Good Vibes Soldier –                               | Erstveröffentlichung: 24. August 2018 feat. Head Quattaz                                  |
| 2018 | Magic –                                            | Erstveröffentlichung: 2. November 2018                                                    |
| 2019 | No Regrets –                                       | Erstveröffentlichung: 1. März 2019 mit Yves V feat. Krewella                              |
| 2019 | Devil Inside Me –                                  | Erstveröffentlichung: 24. Mai 2019 mit Kaaze feat. KARRA                                  |
| 2019 | The People –                                       | Erstveröffentlichung: 28. Juni 2019 mit Timmy Trumpet                                     |
| 2019 | Lies –                                             | Erstveröffentlichung: 28. Juni 2019 mit B3RROR feat. Luciana                              |
| 2019 | My Best Life –                                     | Erstveröffentlichung: 11. Juli 2019 mit Mike Waters                                       |
| 2019 | Bombay Dreams –                                    | Erstveröffentlichung: 13. September 2019 mit Lost Stories feat. Kavitha Seth              |
| 2019 | Do Bad Well –                                      | Erstveröffentlichung: 11. Oktober 2019 feat. Nevve                                        |
| 2019 | Alone –                                            | Erstveröffentlichung: 15. November 2019 mit Marnik feat. Anjulie & Jeffrey Jey            |
| 2020 | Over and Out –                                     | Erstveröffentlichung: 14. Februar 2020 mit Hard Lights feat. Charlott Boss                |
| 2020 | Bruk It Down –                                     | Erstveröffentlichung: 28. April 2020 mit Sak Noel feat. Txtheway                          |
| 2020 | Voices Dharma: Sounds of Summer Vol. 2             | Erstveröffentlichung: 22. Mai 2020 mit Brooks                                             |
| 2020 | The Prayer –                                       | Erstveröffentlichung: 18. Juni 2020 mit Timmy Trumpet feat. Zafir                         |
| 2020 | Casual –                                           | Erstveröffentlichung: 9. August 2020 als Dreamz feat. Karra                               |
| 2020 | Let Me Go –                                        | Erstveröffentlichung: 21. August 2020 mit Alok & MKLA                                     |
| 2020 | Scare Me –                                         | Erstveröffentlichung: 18. September 2020 mit LUM!X & Gabry Ponte feat. Karra              |
| 2020 | Anywhere You Wanna Go –                            | Erstveröffentlichung: 25. September 2020 als Dreamz feat. Karra                           |
| 2020 | One More Round –                                   | Erstveröffentlichung: 20. Oktober 2020 mit Jeremy Oceans                                  |
| 2021 | The World We Left Behind Harmonica Andromeda       | Erstveröffentlichung:15. Januar 2021 feat. Karra                                          |
| 2021 | Around the World Harmonica Andromeda               | Erstveröffentlichung: 26. Februar 2021 feat. Karra                                        |
| 2021 | Echo –                                             | Erstveröffentlichung:24. Mai 2021 mit Armaan Malik und Eric Nam                           |
| 2021 | You Don’t Need to Ask Harmonica Andromeda (Deluxe) | Erstveröffentlichung:4. Juni 2021 feat. Tzar                                              |
| 2021 | Ready to Love –                                    | Erstveröffentlichung: 21. Juli 2021                                                       |
| 2021 | Winners Anthem –                                   | Erstveröffentlichung: 6. August 2021 feat. Zafir                                          |
| 2021 | Reunion –                                          | Erstveröffentlichung: 20. August 2021 mit Dimitri Vegas & Like Mike and Alok feat. Zafrir |
| 2021 | Over You –                                         | Erstveröffentlichung: 8. Oktober 2021 feat. Lovespeake                                    |
| 2023 | Tears on the Dancefloor –                          | Erstveröffentlichung:17. November 2023 feat. Hannah Boleyn                                |

## Autorenbeteiligungen und Produktionen
KSHMR als Autor oder Produzent in den Charts

| Jahr | Titel Interpretation                                  | Höchstplatzierung, Gesamtwochen, AuszeichnungChartplatzierungen (Jahr, Titel, Interpretation, Platzierungen, Wochen, Auszeichnungen, Anmerkungen) | Höchstplatzierung, Gesamtwochen, AuszeichnungChartplatzierungen (Jahr, Titel, Interpretation, Platzierungen, Wochen, Auszeichnungen, Anmerkungen) | Höchstplatzierung, Gesamtwochen, AuszeichnungChartplatzierungen (Jahr, Titel, Interpretation, Platzierungen, Wochen, Auszeichnungen, Anmerkungen) | Höchstplatzierung, Gesamtwochen, AuszeichnungChartplatzierungen (Jahr, Titel, Interpretation, Platzierungen, Wochen, Auszeichnungen, Anmerkungen) | Höchstplatzierung, Gesamtwochen, AuszeichnungChartplatzierungen (Jahr, Titel, Interpretation, Platzierungen, Wochen, Auszeichnungen, Anmerkungen) | Anmerkungen                                                                            |
| Jahr | Titel Interpretation                                  | DE | AT | CH | UK | US | Anmerkungen                                                                            |
| ---- | ----------------------------------------------------- | --- | --- | --- | --- | --- | -------------------------------------------------------------------------------------- |
| 2010 | Like a G6 Far East Movement feat. The Cataracs & Dev  | DE15 Platin · (24 Wo.)DE | AT8 (26 Wo.)AT | CH10 Gold · (24 Wo.)CH | UK5 ×2Doppelplatin · (27 Wo.)UK | US1 ×4Vierfachplatin · (26 Wo.)US | Erstveröffentlichung: 13. April 2010                                                   |
| 2010 | Bass Down Low The Cataracs feat. Dev                  | — | — | — | UK10 Silber · (19 Wo.)UK | US61 (12 Wo.)US | Erstveröffentlichung: 16. November 2010                                                |
| 2010 | Sweat Snoop Dogg vs. David Guetta                     | DE2 ×3Dreifachgold · (46 Wo.)DE | AT1 Platin · (36 Wo.)AT | CH2 Platin · (41 Wo.)CH | UK4 Platin · (31 Wo.)UK | — | Erstveröffentlichung: 17. Dezember 2010                                                |
| 2011 | Backseat New Boyz feat. The Cataracs & Dev            | — | — | — | UK55 (8 Wo.)UK | US26 Platin · (20 Wo.)US | Erstveröffentlichung: 15. April 2011                                                   |
| 2011 | In the Dark Dev                                       | — | — | — | UK37 (4 Wo.)UK | US11 Platin · (20 Wo.)US | Erstveröffentlichung: 25. April 2011                                                   |
| 2011 | Better with the Lights Off New Boyz feat. Chris Brown | — | — | — | — | US38 (19 Wo.)US | Erstveröffentlichung: 2. August 2011                                                   |
| 2011 | Naked Dev feat. Enrique Iglesias                      | — | — | — | — | US99 (1 Wo.)US | Erstveröffentlichung: 20. Dezember 2011                                                |
| 2013 | Hey Now The Cataracs & Martin Solveig feat. Kyle      | DE10 Gold · (19 Wo.)DE | AT8 (17 Wo.)AT | CH40 (7 Wo.)CH | — | — | Erstveröffentlichung: 20. Mai 2013                                                     |
| 2013 | Slow Down Selena Gomez                                | — | AT71 (2 Wo.)AT | — | — | US27 ×2Doppelplatin · (20 Wo.)US | Erstveröffentlichung: 3. Juni 2013                                                     |
| 2013 | Turn the Night Up Enrique Iglesias                    | — | — | — | — | US61 (6 Wo.)US | Erstveröffentlichung: 30. Juli 2013                                                    |
| 2013 | Other Side of Love Sean Paul                          | DE3 (13 Wo.)DE | AT11 (13 Wo.)AT | CH4 (12 Wo.)CH | UK7 Silber · (9 Wo.)UK | — | Erstveröffentlichung: 9. August 2013                                                   |
| 2013 | Tsunami DVBBS & Borgeous                              | DE14 (25 Wo.)DE | AT14 (20 Wo.)AT | CH17 (28 Wo.)CH | UK1 * Gold · (13 Wo.)UK | — | Erstveröffentlichung: 7. September 2013 * Vocal Version 2014: Jump; feat. Tinie Tempah |
| 2014 | I’m a Freak Enrique Iglesias feat. Pitbull            | DE56 (5 Wo.)DE | AT39 (5 Wo.)AT | — | UK4 Silber · (16 Wo.)UK | — | Erstveröffentlichung: 11. Januar 2014                                                  |
| 2014 | Want dem All Sean Paul feat. Konshens                 | DE70 (1 Wo.)DE | AT73 (1 Wo.)AT | — | — | — | Erstveröffentlichung: 14. Februar 2014                                                 |

## Statistik

### Chartauswertung
|                     | DE    | AT    | CH    | UK    | US    |
| ------------------- | ----- | ----- | ----- | ----- | ----- |
| Nummer-eins-Alben   | DE—DE | AT—AT | CH—CH | UK—UK | US—US |
| Top-10-Alben        | DE—DE | AT—AT | CH—CH | UK—UK | US—US |
| Alben in den Charts | DE—DE | AT—AT | CH—CH | UK—UK | US1US |

|                       | DE    | AT    | CH    | UK    | US    |
| --------------------- | ----- | ----- | ----- | ----- | ----- |
| Nummer-eins-Singles   | DE—DE | AT1AT | CH—CH | UK1UK | US1US |
| Top-10-Singles        | DE3DE | AT3AT | CH3CH | UK6UK | US1US |
| Singles in den Charts | DE7DE | AT9AT | CH6CH | UK8UK | US8US |

### Auszeichnungen für Musikverkäufe
| Goldene Schallplatte - Australien - 2024: für die Autorenbeteiligung/Produktion Slow Down - Belgien - 2011: für die Autorenbeteiligung/Produktion Like a G6 - 2011: für die Autorenbeteiligung/Produktion Sweat - Brasilien - 2021: für die Single Let Me Go - 2024: für die Autorenbeteiligung/Produktion Sweat - 2024: für die Autorenbeteiligung/Produktion Slow Down - Dänemark - 2011: für die Autorenbeteiligung/Produktion Sweat - 2011: für das Streaming Sweat - 2019: für die Single Secrets - 2020: für die Autorenbeteiligung/Produktion Like a G6 - Finnland - 2011: für die Autorenbeteiligung/Produktion Sweat - Italien - 2014: für die Autorenbeteiligung/Produktion Tsunami - 2019: für die Single Secrets - Mexiko - 2014: für die Autorenbeteiligung/Produktion Slow Down - 2014: für die Autorenbeteiligung/Produktion I’m a Freak - Neuseeland - 2014: für die Autorenbeteiligung/Produktion Tsunami - Niederlande - 2014: für die Autorenbeteiligung/Produktion Tsunami - Polen - 2021: für die Single Devil Inside Me - 2021: für die Single Memories - 2024: für die Single Secrets - 2024: für die Single Tears on the Dancefloor - Russland - 2011: für die Autorenbeteiligung/Produktion Like a G6 - Schweden - 2010: für die Autorenbeteiligung/Produktion Like a G6 - Vereinigte Staaten - 2014: für die Autorenbeteiligung/Produktion Top of the World | Platin-Schallplatte - Australien - 2014: für die Autorenbeteiligung/Produktion Tsunami (Jump) - Italien - 2012: für die Autorenbeteiligung/Produktion Sweat - Kanada - 2016: für die Autorenbeteiligung/Produktion Tsunami - Neuseeland - 2010: für die Autorenbeteiligung/Produktion Like a G6 - 2011: für die Autorenbeteiligung/Produktion Sweat - Polen - 2022: für die Single Scare Me - Schweden - 2011: für die Autorenbeteiligung/Produktion Sweat 2× Platin-Schallplatte - Belgien - 2016: für die Autorenbeteiligung/Produktion Tsunami - Brasilien - 2024: für die Autorenbeteiligung/Produktion Like a G6 - Dänemark - 2014: für das Streaming Tsunami - Polen - 2020: für die Single Alone - Schweden - 2016: für die Autorenbeteiligung/Produktion Tsunami 3× Platin-Schallplatte - Australien - 2010: für die Autorenbeteiligung/Produktion Like a G6 4× Platin-Schallplatte - Australien - 2012: für die Autorenbeteiligung/Produktion Sweat - Kanada - 2018: für die Autorenbeteiligung/Produktion Like a G6 |

Anmerkung: Auszeichnungen in Ländern aus den Charttabellen bzw. Chartboxen sind in ebendiesen zu finden.
| Land/RegionAuszeichnungen für Musikverkäufe (Land/Region, Auszeichnungen, Verkäufe, Quellen) | Silber     | Gold       | Platin       | Verkäufe  | Quellen                   |
| -------------------------------------------------------------------------------------------- | ---------- | ---------- | ------------ | --------- | ------------------------- |
| Australien (ARIA)                                                                            | —          | Gold1      | 8× Platin8   | 595.000   | aria.com.au               |
| Belgien (BRMA)                                                                               | —          | 2× Gold2   | 2× Platin2   | 90.000    | ultratop.be               |
| Brasilien (PMB)                                                                              | —          | 3× Gold3   | 2× Platin2   | 190.000   | pro-musicabr.org.br       |
| Dänemark (IFPI)                                                                              | —          | 4× Gold4   | 2× Platin2   | 105.000   | ifpi.dk                   |
| Deutschland (BVMI)                                                                           | —          | 3× Gold3   | 2× Platin2   | 1.100.000 | musikindustrie.de         |
| Finnland (IFPI)                                                                              | —          | Gold1      | —            | 5.075     | ifpi.dk                   |
| Italien (FIMI)                                                                               | —          | 2× Gold2   | Platin1      | 70.000    | fimi.it                   |
| Kanada (MC)                                                                                  | —          | —          | 5× Platin5   | 400.000   | musiccanada.com           |
| Mexiko (AMPROFON)                                                                            | —          | 2× Gold2   | —            | 60.000    | amprofon.com.mx           |
| Neuseeland (RMNZ)                                                                            | —          | —          | 2× Platin2   | 30.000    | aotearoamusiccharts.co.nz |
| Niederlande (NVPI)                                                                           | —          | Gold1      | —            | 10.000    | Einzelnachweise           |
| Norwegen (IFPI)                                                                              | —          | Gold1      | —            | 5.000     | ifpi.no                   |
| Österreich (IFPI)                                                                            | —          | —          | Platin1      | 30.000    | ifpi.at                   |
| Polen (ZPAV)                                                                                 | —          | 4× Gold4   | 3× Platin3   | 190.000   | olis.pl                   |
| Russland (NFPF)                                                                              | —          | Gold1      | —            | 10.000    | Einzelnachweise           |
| Schweden (IFPI)                                                                              | —          | Gold1      | 3× Platin3   | 140.000   | sverigetopplistan.se      |
| Schweiz (IFPI)                                                                               | —          | Gold1      | Platin1      | 45.000    | hitparade.ch              |
| Vereinigte Staaten (RIAA)                                                                    | —          | 2× Gold2   | 8× Platin8   | 9.000.000 | riaa.com                  |
| Vereinigtes Königreich (BPI)                                                                 | 4× Silber4 | Gold1      | 3× Platin3   | 3.000.000 | bpi.co.uk                 |
| Insgesamt                                                                                    | 4× Silber4 | 30× Gold30 | 43× Platin43 |           |                           |